# Seznam ameriških rokometašev
Seznam ameriških rokometašev.

## A
- Richard Abrahamson
- Fletcher Abram mlajši

## B
- Roger Lewis Baker
- Dennis Berkholtz
- Peter Paul Gerhard Buehning mlajši

## C
- Larry Caton

## D
- Randy Dean
- Robert Klein Dean
- Vincent DiCalogero

## E
- Elmer Edes

## G
- Ezra Glantz

## H
- Thomas Hardiman

## M
- Rudolph Matthews

## O
- Patrick O'Neill

## R
- Sandor Rivnyak
- James Rogers

## S
- Richard Schlesinger
- Kevin Serrapede
- Robert Sparks

## V
- Joel Voelkert

## W
- Harry Winkler